# Рочов
Рочов (чеш. Ročov) је насељено мјесто са административним статусом варошице (чеш. městys) у округу Лоуни, у Устечком крају, Чешка Република.

## Становништво
Према подацима о броју становника из 2014. године насеље је имало 560 становника.